# Pitagorín
Pitagorín es una serie de historietas, de protagonista homónimo, creada por Peñarroya en 1966. Representa las tribulaciones cotidianas de un niño superdotado.
El nombre «Pitagorín» es diminutivo de «Pitágoras». Ha calado en la cultura popular y suele usarse de forma despectiva como sinónimo de «empollón». En el ámbito educativo, también es una referencia común usar el concepto de "pitagorín" como joven inteligente.

## Trayectoria editorial
Tras aparecer en la revista Pulgarcito en 1966, Pitagorín fue publicado en diferentes revistas de la Editorial Bruguera como Super Pulgarcito, Mortadelo Especial, Copito y Super Cataplasma durante los años setenta.
Pitagorín nunca fue un personaje tan popular como otros de su autor.

## Descripción del personaje
El investigador Juan Antonio Ramírez incluye a Pitagorín en el apartado de Marginados, junto a otros personajes de la editorial como Carpanta (1947), Gordito Relleno (1948), Currito Farola (1951), Don Danubio (1951), Morfeo Pérez (1952), Agamenón (1961) y Rompetechos (1964), caracterizados por un alto grado de extrañamiento respecto a su entorno.
Dueño de una inteligencia muy superior a la de los adultos que le rodean, Pitagorín es un auténtico niño prodigio. Siempre con su amigo Pepito, pretende ayudar a los demás con sus inventos, solucionando cualquier cosa o desenmascarando a un delincuente. Aunque a veces se comporta como otros niños, con sus juegos y sus amigos, es la antítesis de los niños de tebeos de la época, como Pepito (sobrino de Rigoberto), los hermanos Zipi y Zape (de Escobar), La terrible Fifí (de Nené Estivill) y Angelito (de Vázquez), caracterizados por sus travesuras. El aspecto físico de Pitagorín lo deja claro y lo hace perfectamente distinguible de otros personajes de Bruguera de la época: rubio, siempre bien peinado, con lazo al cuello y unas gafas con cristales tan gruesos que le tapan los ojos.